# Petro Rabigh
Petro Rabigh (полное наименование Rabigh Refining and Petrochemical Company) — нефтеперерабатывающая компания Саудовской Аравии. Штаб-квартира и НПЗ находятся в городе Рабиг административного округа Мекка.
В списке крупнейших компаний мира Forbes Global 2000 за 2022 год заняла 1704-е место (1023-е по размеру выручки, 1845-е по чистой прибыли, 1575-е по активам).

## История
Компания была основана в 2005 году как совместное предприятие Saudi Aramco и японской компании Sumitomo Chemical. В 2008 году четверть акций была размещена на бирже.

## Деятельность
Основа компании — нефтеперерабатывающий комплекс в городе Рабиг, способный производить 140 млн баррелей нефтепродуктов и 5 млн тонн нефтехимической продукции в год.
Основные подразделения:
- Нефтепереработка — выручка 27,9 млрд риялов;
- Нефтехимия — выручка 17,7 млрд риялов.

Основные рынки сбыта: Ближний Восток (27,0 млрд риялов) и Азиатско-Тихоокеанский регион (18,9 млрд риялов).